# James Robertson (Offizier)
James Robertson (getauft 29. Juni 1717 in Newbigging, Fife, Schottland; † 4. März 1788 in London, England) war von 1780 bis 1783 britischer Gouverneur der Provinz New York.

## Leben
Er stammte aus Fifeshire in Schottland und trat in jungen Jahren als Private in die British Army ein. Er stieg zum Sergeant auf, diente als Marineinfanterist während des War of Jenkins’ Ear in der Karibik, erhielt dort 1740 ein Offizierspatent als Ensign und nahm insbesondere an der Belagerung von Carthagena teil. Im April 1755 war er als Captain einer Kompanie Marineinfanterie auf dem Flottenstützpunkt Chatham in Kent stationiert.
Im Januar 1756 wurde er als Major des 38th Regiment of Foot nach Britisch-Nordamerika versetzt. Er stieg in der Folgezeit zum Lieutenant-Colonel des 16th Regiment of Foot auf. Er wurde am 21. September 1765 zum Generalkasernenmeister für Nordamerika (Barrack Master General to all His Majesty’s Forces serving in North America) ernannt, womit er bis zu seiner Ablösung 1776 den Oberbefehl über 27 Barrack Masters führte, die für die Einquartierung der britischen Soldaten auf dem nordamerikanischen Kontinent verantwortlich waren. Im September 1776 war er maßgeblich an der Löschung eines Feuers beteiligt, bei dem etwa 500 Häuser in New York City verbrannten. Seit Anfang 1776 war er Colonel des 60th (Royal American) Regiment und führte im August 1776 bei der Schlacht von Long Island, der ersten größeren Schlacht des Amerikanischen Unabhängigkeitskriegs, eine Brigade. 1776 nahm er maßgeblich an den Verhandlungen mit George Washington zur Freilassung von John André teil. Im Februar 1777 kehrte er vorübergehend nach Großbritannien zurück.
Am 6. September 1777 wurde er zum Major-General befördert. 1778 erhielt er das Amt des Colonel of the Regiment des 16th Regiment of Foot, das er bis zu seinem Tod innehatte. Am 12. Mai 1779 wurde er zum Captain-General und Gouverneur der Provinz New York ernannt, wo er am 23. März 1780 eintraf. Am 26. November 1782 wurde er zum Lieutenant-General befördert. Seine gesamte Amtszeit als Gouverneur war von den Ereignissen des Amerikanischen Unabhängigkeitskriegs überschattet. Die amerikanischen Rebellen, die bereits am 4. Juli 1776 ihre Unabhängigkeit erklärt hatten, betrachteten sich nicht mehr als britische Untertanen und sahen Robertson, wie alle im Land verbliebenen Briten, als ihre Feinde an. Anfang 1783 traf sich Robertson mit den wichtigsten britischen Generälen um den Abzug der britischen Truppen aus New York City zu planen. Dieser Schritt wurde notwendig, da sich die britische Niederlage im Krieg gegen die Amerikaner abzeichnete. Die endgültige Räumung der Stadt erfolgte erst im November 1783. Zu diesem Zeitpunkt war Robertson aber nicht mehr vor Ort. Er war im Frühjahr 1783 durch seinen bisherigen Stellvertreter Andrew Elliot abgelöst worden, der dann bis zum Abzug der Truppen im November 1783 letzter britischer Gouverneur von New York war.
James Robertson starb am 4. März 1788 in London. Er hinterließ mindestens eine Tochter, Anne Loudon Robertson († 1782), die den britischen Unterhausabgeordneten Sir John Henderson, 5. Baronet (1752–1817), heiratete.